# Luttenbach-près-Munster
Luttenbach-près-Munster là một xã ở tỉnh Haut-Rhin trong vùng Grand Est ở đông bắc Pháp. Xã này có diện tích 7,86 km², dân số năm 1999 là 852 người. Khu vực này có độ cao 420 mét trên mực nước biển.